# Wer weiß, wie nahe mir mein Ende?
Wer weiß, wie nahe mir mein Ende? (Qui sait combien ma fin est proche ?) (BWV 27), est une cantate religieuse de Jean-Sébastien Bach composée à Leipzig en 1726 pour le seizième dimanche après la Trinité qui tombait cette année le 6 octobre, date de la première exécution. Pour cette destination liturgique, trois autres cantates ont franchi le seuil de la postérité : les BWV 8, 95 et 161. 
Les lectures prescrites étaient Éphésiens 3: 13-21 et Luc7: 11-17.
Le texte du premier mouvement est issue de la première strophe du Sterbelied ou cantique de la mort de Émilie-Julienne de Schwarzbourg-Rudolstadt, Le troisième mouvement est un texte de Erdmann Neumeister et le choral final vient d'un cantique de Johann Georg Albinus. On ne connait pas les auteurs des autres mouvements.
Le thème du choral Wer nur den lieben Gott läßt walten (Zahn 2778) a été écrit par Georg Neumark à Iéna mais on trouve déjà la mélodie à Kiel en 1641.

## Structure et instrumentation
La cantate est écrite pour cor, trois hautbois, hautbois da caccia, orgue obligé, deux violons, alto et basse continue, quatre solistes vocaux (soprano, alto, ténor, basse) et chœur à quatre voix.
Il y a six mouvements :
1. chœur : Wer weiß, wie nahe mir mein Ende?
2. récitatif (ténor) : Mein Leben hat kein ander Ziel
3. aria (contralto) : Willkommen!
4. récitatif (soprano) : Ach, wer doch schon im Himmel wär!
5. aria (basse) : Gute Nacht, du Weltgetümmel!
6. chœur : Welt, ade! ich bin dein müde

## Enregistrements (sélection)
- Bach Kantaten, Vol. 1: BWV 190a, BWV 84, BWV 89, BWV 27, Diethard Hellmann (de), Bachchor Mainz, Bachorchester Mainz, Ursula Buckel, Marie-Luise Gilles, Kurt Huber, Hartmut Ochs, DdM-Records Mitterteich  années 1960 ?

## Sources
- Gilles Cantagrel, Les cantates de J.-S. Bach, Paris, Fayard, mars 2010, 1665 p.  (ISBN 978-2-213-64434-9)

- (nn) Cet article est partiellement ou en totalité issu de l’article de Wikipédia en nynorsk intitulé « Wer weiß, wie nahe mir mein Ende » (voir la liste des auteurs).